# 万俟普
万俟 普（ぼくき ふ、生没年不詳）は、中国の北魏末から東魏にかけての軍人。字は普撥。本貫は太平郡。祖先は匈奴の別種とされる。
正光5年（524年）、破六韓抜陵が乱を起こすと、万俟普は太尉に任じられた。のちに部下を率いて北魏に降り、後将軍となり、第二領民酋長となった。普泰元年（531年）、高歓が起兵すると、万俟普は高歓とよしみを通じた。孝武帝の初年、清水郡公に封じられた。使持節・鎮北将軍・大都督・秦州刺史となった。永熙2年（533年）、驃騎大将軍・儀同三司の位を受けた。永熙3年（534年）、侯莫陳悦は宇文泰が自分を陥れようとしていると恐れて、偽詔を万俟普に与えて、ともに宇文泰のもとに援軍に向かおうとした。万俟普はこれを疑って、詔を封じて宇文泰に渡した。万俟普は部将の叱干保洛を宇文泰のもとで従軍させた。斛斯椿が孝武帝に迫って長安に西遷すると、万俟普は司空・秦州刺史に任じられ、覆靺城に駐屯した。のちに西魏の建忠王（建中王）に封じられた。天平3年（536年）2月、東魏の高歓が阿至羅を秦州に派遣して万俟普に迫らせ、自身も大軍を率いてこれに続いた。5月、万俟普は部下を率いて東魏に帰順し、河西郡公に封じられた。天平4年（537年）11月、太尉となった。のちに朔州刺史をつとめて死去した。太師・大司馬・録尚書事の位を追贈された。
子に万俟洛があった。

## 伝記資料
- 『北斉書』巻27 列伝第19
- 『北史』巻53 列伝第41